# Strada statale 168 di Venosa
La ex strada statale 168 di Venosa (SS 168), ora strada provinciale ex SS 168 di Venosa (SP ex SS 168) in Basilicata e strada provinciale 9 di Venosa (SP 9) in Puglia, è una strada provinciale italiana di collegamento interregionale.

## Storia
La strada statale 168 venne istituita nel 1953 con il seguente percorso: "Innesto con la SS. n. 93 presso la stazione di Rapolla - Venosa - Palazzo San Gervasio - Bivio Casello del Pino - Bivio Lago Lacreta - Innesto con la SS. n. 97 presso la Masseria Epitaffio con raccordo dal Bivio Lacreta a Spinazzola."

## Percorso
La strada ha origine nei pressi dell'ormai chiusa stazione di Rapolla, non lontano dalle rive del lago di Rendina, all'innesto con la ex strada statale 93 Appulo Lucana. Il tracciato raggiunge Venosa e Palazzo San Gervasio prima di sconfinare in Puglia dove incrocia la strada statale 655 Bradanica.
Negli ultimi chilometri incrocia la ex strada statale 169 di Genzano vicino alla stazione di Spinazzola, cui segue lo svincolo per la ex strada statale 168 racc di Venosa che raggiunge il centro abitato di Spinazzola ed infine si innesta sulla ex strada statale 97 delle Murge a sud-est del paese.
In seguito al decreto legislativo n. 112 del 1998, dal 2001 la gestione del tratto lucano è passata dall'ANAS alla Regione Basilicata che ha provveduto al trasferimento dell'infrastruttura al demanio della Provincia di Potenza; sempre nel 2001 la gestione del tratto pugliese è passata alla Regione Puglia, che ha provveduto al trasferimento dell'infrastruttura al demanio della Provincia di Bari che l'ha classificata come strada provinciale 232 di Venosa (SP 232); con l'istituzione della Provincia di Barletta-Andria-Trani ed il trasferimento dell'arteria al suo demanio, dal 1º giugno 2010 la neo provincia gestisce operativamente il tratto competente.

## Strada statale 168 racc di Venosa
La ex strada statale 168 racc di Venosa (SS 168 racc), ora strada provinciale 10 di Venosa (SP 10) in provincia di Barletta-Andria-Trani, è una strada provinciale italiana che serve il centro abitato di Spinazzola.
Si tratta di una diramazione della SS 168, che a sud del paese si distacca per permettere di raggiungere l'abitato di Spinazzola. Evita così di dover raggiungere la ex strada statale 97 delle Murge per accedere al centro abitato.
In seguito al decreto legislativo n. 112 del 1998, dal 2001 la gestione è passata dall'ANAS alla Regione Puglia, che ha provveduto al trasferimento dell'infrastruttura al demanio della Provincia di Bari che l'ha classificata come strada provinciale 232/a di Venosa (SP 232/a); con l'istituzione della Provincia di Barletta-Andria-Trani ed il trasferimento dell'arteria al suo demanio, dal 1º giugno 2010 la neo provincia gestisce operativamente l'arteria.